# Dracontius
Dracontius, teljes nevén Blossius Aemilius Dracontius (455 körül – 505 körül) ókor végi latin nyelvű keresztény költő.

## Élete és művei
Dracontius Hispániából származott, vagy kárthágói ügyvéd volt. Latin nyelvű, keresztény témaköröket feldolgozó költeményeivel vált ismertté a korszakban. Legjelentősebb munkája a hexameterekben megírt teremtés-történet De Deo cím alatt. Írt Gunthamund vandál királyhoz satisfactiót, és több kisebb költeményt (pl. Hylas, Raptus Helenae, Deliberatio Achillis, Medea). Stílusát az afrikai retorikus túlzások jellemezik.
A művet körülbelül 100 évvel később Eugenius toledoi érsek kiegészítette. A későbbi kutatások rámutattak, hogy Dracontius a szerzője a sokáig Lucanusnak tulajdonított 971 hexameterből álló Orestis tragoedia című műnek.
Művei a Patrologia Latina 60. kötetében foglalnak helyet.